# Gwyneth Jones (författare)
Gwyneth Ann Jones, född 14 februari 1952 i Manchester, är en brittisk författare och litteraturkritiker. Jones har huvudsakligen skrivit ungdomslitteratur och debuterade med ungdomsromanen Water in the Air 1977. Hennes första roman riktad mot vuxna läsare var Divine Endurance, publicerad 1984. Hennes verk har tilldelats Tiptreepriset, Arthur C. Clarke-priset och Philip K. Dick-priset.
Hon har också skrivit under pseudonymen Ann Halam.